# Solanum pseudoauriculatum
Solanum pseudoauriculatum är en potatisväxtart som beskrevs av Robert Hippolyte Chodat och Emil Hassler. Solanum pseudoauriculatum ingår i släktet skattor som ingår i familjen potatisväxter. Inga underarter finns listade i Catalogue of Life.